# Mimi (雑誌)
『mimi』（ミミ）は、講談社が発行していた日本の少女向け漫画雑誌。1975年8月に創刊。1996年12月に休刊。

## 概要
1975年8月に創刊。当初は10代後半の女性をターゲットに、少女漫画のほかアイドルやファッション情報なども掲載。1980年代にはティーン向けのコミック誌として、『あさきゆめみし』（大和和紀）、『アイドルを探せ』（吉田まゆみ）などの作品で人気を得た。1990年代には、「ENTERTAINMENT FOR YOUNG」「新・ドラマチックコミック!」とキャッチフレーズを変えたが、1996年12月に休刊となった。

## 歴史
- 1975年8月 - 『月刊ミミ（mimi）』創刊（1975年10月創刊号）。
- 1983年6月 - 『Fortnightly mimi』として月2回刊に変更（1983年6月24日号）。発売日は第2・4金曜日。少女誌・女性誌には珍しい中綴じに変更された。
- 1992年1月 - 『Monthly mimi（月刊ミミ）』として再び月刊化（1992年3月号）。発売日は毎月28日。再び平綴じに変更。
- 1996年12月 - 1997年2月号を最後に休刊。

## 主な連載作品

### 1970年代連載開始
- 季節風（里中満智子）1975年10月号（創刊号） - 1976年3月号
- ポポ&ピピ（いまいかおる） - 1976年12月号
- 日本伝統芸能シリーズ（田中みつえ）1976年3月号 - 1977年2月号[注釈 1]
- あンちくしょうシリーズ（吉田まゆみ）1976年3月号 - 1977年10月号[注釈 2]
- 新幹線ひかり123号（里中満智子）1976年4月号 - 1976年6月号
- あなたへの言葉（庄司陽子）1976年5月号 - 1976年7月号
- 初恋日記（大谷てるみ）1976年7月号 - 1977年9月号
- 結婚の条件（神奈幸子）1976年7月号 - 1976年10月号[注釈 3]
- わがシェークスピア（里中満智子）1976年8月号 - 1976年10月号
- 新宿悲歌（原作：後藤ゆきお、漫画：牧野和子）1976年9月号 - 1977年8月号[注釈 4]
- シャボン玉空へ!（庄司陽子）1976年11月号 - 1977年1月号
- アローハくん（司みい）1977年1月号 - 1977年12月号
- あすなろ坂 第1部 夜明け編（里中満智子）1977年1月号 - 1977年3月号
  - 第2部 朝やけ編 1977年5月号 - 1977年7月号
- オレンジ・ペコシリーズ（横田幸子）1977年2月号 - 1977年9月号[注釈 5]
- 体験講座1年生 寿限無（平田真貴子）1977年3月号 - 1977年11月号[注釈 6]
- はいすく〜る（吉田まゆみ）1977年3月号 - 1977年6月号
- ぼくは浪人童貞パパ（庄司陽子）1977年4月号 - 1977年10月号[注釈 7]
- みのりのイラストストーリー（樹村みのり）1977年5月号 - 1977年8月号
- 海の架橋（田中みつえ）1977年6月号 - 1977年8月号
- れもん白書（吉田まゆみ）1979年1月号 - 1979年12月号
- あさきゆめみし （大和和紀）1979年12月号 -

### 1980年代連載開始
- れもんカンパニー（吉田まゆみ）1980年1月号 -
- アイドルを探せ （吉田まゆみ）1984年 - 1987年
- 杏&影 結婚日記（前原滋子）：1984年No.12(6月22日号[1]) - 1989年No.8[2]　※不定期シリーズ連載の後、1992年『Kiss』創刊・4月号に移籍。
- 白鳥麗子でございます! （鈴木由美子）1987年 - 1992年
- くにたち物語（おおの藻莉以）1987年 -
- ロンタイBABY（高口里純）1988年 - 1996年
- プライド（万里村奈加）1989年 - 1991年

### 1990年代連載開始
- 芸者福花（西尚美）1992年6月号 - 1992年12月号
- 君の手がささやいている （軽部潤子）1992年11月号 - 1997年1月号
- 虹のナターシャ （原作：林真理子・作画：大和和紀）1995年 - 1997年

### 連載開始時期不明
- ウルトラマンの贈り物（森みちこ）
- WHO!?（板本こうこ）

## 映像化

### アニメ化
| 作品                  | 発売年 | アニメーション制作 | 備考 |
| --------------------- | ------ | ------------------ | ---- |
| 白鳥麗子でございます! | 1990年 | 亜細亜堂           |      |

### 実写化
| 作品                   | 放送年                    | 制作                                   | 備考                                                    |
| ---------------------- | ------------------------- | -------------------------------------- | ------------------------------------------------------- |
| アイドルを探せ         | 1985年                    | フジテレビ                             | タイトルは「アイドルを探せ 花の女子寮、潜入㊙初体験!!」 |
| 白鳥麗子でございます!  | 1989年（第1作）           | TBS                                    |                                                         |
| 白鳥麗子でございます!  | 1993年（第2作・第1期）    | フジテレビ                             |                                                         |
| 白鳥麗子でございます!  | 1993年（第2作・第2期）    | フジテレビ                             |                                                         |
| 白鳥麗子でございます!  | 2016年（第3作）           | N/A                                    |                                                         |
| WHO!?                  | 1997年                    | N/A                                    |                                                         |
| 君の手がささやいている | 1997年（スペシャル第1期） | テレビ朝日、メディアミックス・ジャパン |                                                         |
| 君の手がささやいている | 1998年（スペシャル第2期） | テレビ朝日、メディアミックス・ジャパン |                                                         |
| 君の手がささやいている | 1999年（スペシャル第3期） | テレビ朝日、メディアミックス・ジャパン |                                                         |
| 君の手がささやいている | 2000年（スペシャル第4期） | テレビ朝日、メディアミックス・ジャパン |                                                         |
| 君の手がささやいている | 2001年（スペシャル第5期） | テレビ朝日、メディアミックス・ジャパン |                                                         |
| 愛しすぎなくてよかった | 1998年                    | テレビ朝日                             |                                                         |

| 作品                  | 公開年          | 配給         | 備考                                          |
| --------------------- | --------------- | ------------ | --------------------------------------------- |
| アイドルを探せ        | 1987年          | 松竹         |                                               |
| 白鳥麗子でございます! | 1995年（第1作） | 東映         |                                               |
| 白鳥麗子でございます! | 2016年（第2作） | エスピーオー | タイトルは「白鳥麗子でございます! THE MOVIE」 |

| 作品           | 発売年 | 制作 | 備考                                                   |
| -------------- | ------ | ---- | ------------------------------------------------------ |
| ロンタイBABY   | 1997年 | N/A  |                                                        |
| あさきゆめみし | 2000年 | N/A  | タイトルは「源氏物語 あさきゆめみし Lived in A Dream」 |

## 姉妹誌
- mimi Excellent（ミミエクセレント）

1985年11月に季刊誌として創刊。2月、5月、8月、11月に発売。「ミミ特別編集」との位置づけで、『mimi』に掲載されていた『あさきゆめみし』（大和和紀）のほか、『天上の虹』（里中満智子）、『美人秘書香都子さんの事件簿シリーズ』（西尚美）などの作品も連載された。1993年に休刊。
- mimi DX（ミミデラックス）

1978年11月に季刊誌として創刊（創刊号は1979年冬の号）。2月、5月、8月、11月に発売。1982年に月刊化するが、1987年、『mimi Carnival』に誌名を改める。
- mimi Carnival（ミミカーニバル）

1987年に月刊誌として創刊。『mimi DX』の後継誌。毎月8日発売。1997年11月に発売された12月号を最後に休刊。翌月、Kiss（後述）の姉妹誌『Kiss Carnival』として再出発。
- Kiss（キス）

1992年、『mimi』の若手作家の作品を中心にして創刊。『mimi』休刊後は軽部潤子、小野佳苗などが活躍の場を移し、事実上の後継誌となった。

## KCmimi
- 1976年に創刊。背表紙にはKCの二段組みに筆記体で「mimi」というデザインが特徴であり、廃止される1997年まで使われていた。

初期のデザインは「Koudansha Comics mimi」（mimiという部分は筆記体）という2.4cmの自由に色指定ができる色付きの塗りつぶしラインが特徴だった。
その後、表紙の上部のラインは廃止となり、全面的に表紙画が配置され、逆三角の二段組みデザインでKC（上段）、mimi（筆記体）と表記されるレーベルロゴを用いる。